# RM-316
Esta carretera discurre por los términos municipales de Murcia y Beniel es la consecuencia del renombramiento de las carreteras RM-F-16 y RM-F-52 su longitud es de 5,1 km desde la intersección con la RM-301 hasta el Lím. Regional donde ya en la Comunidad Valenciana pasa a denominarse CV-923 que finaliza en la localidad de Bigastro pasando por las pedanías oriolanas de Arneva y Hurchillo esta vía nos permite ir de Murcia a Bigastro sin pasar por Orihuela y un atajo para ir de Orihuela a San Javier también comunica directamente a Zeneta y El Mojón.